# Церква Різдва Пресвятої Богородиці (Ніагара-Фоллс)

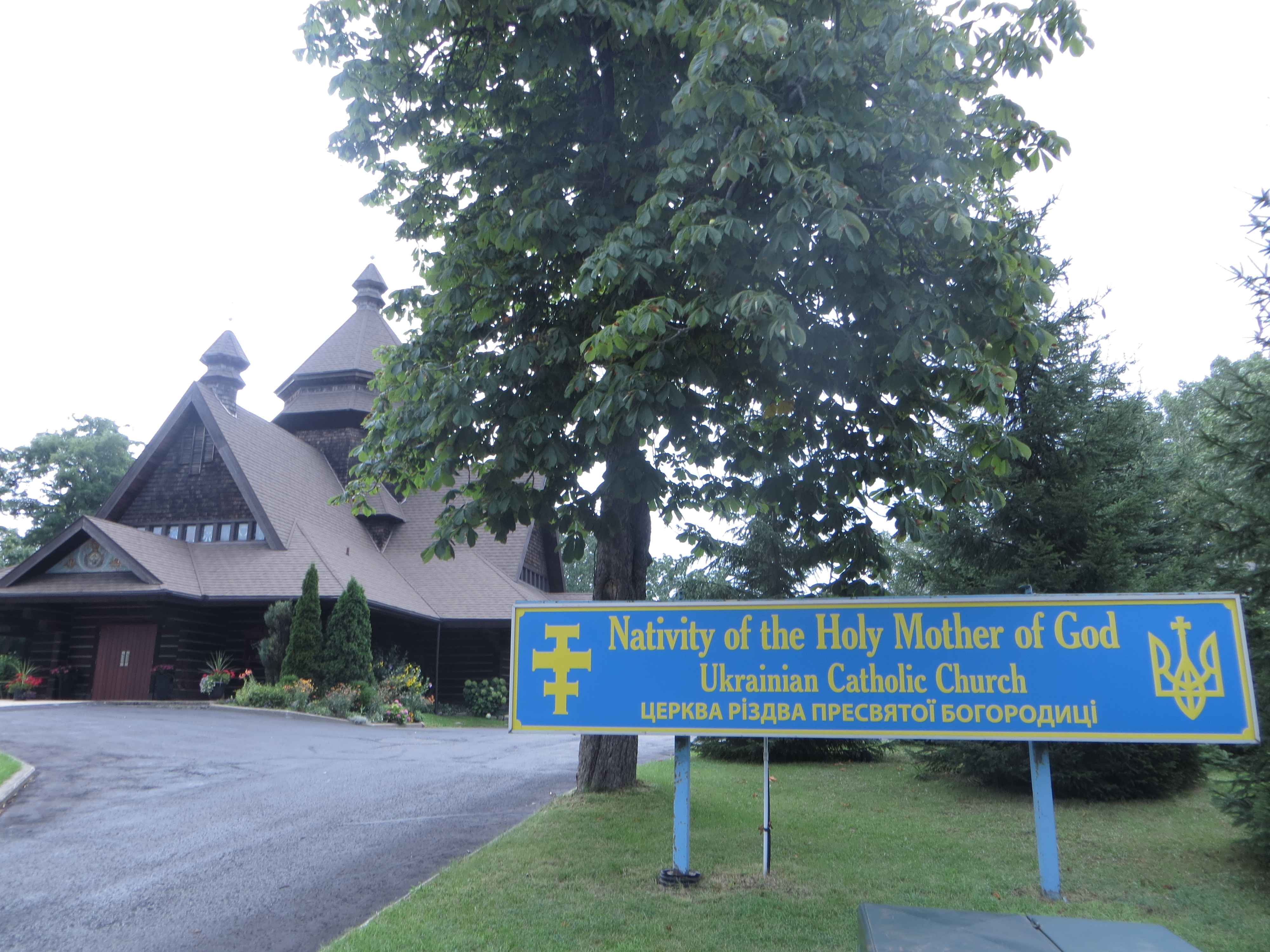
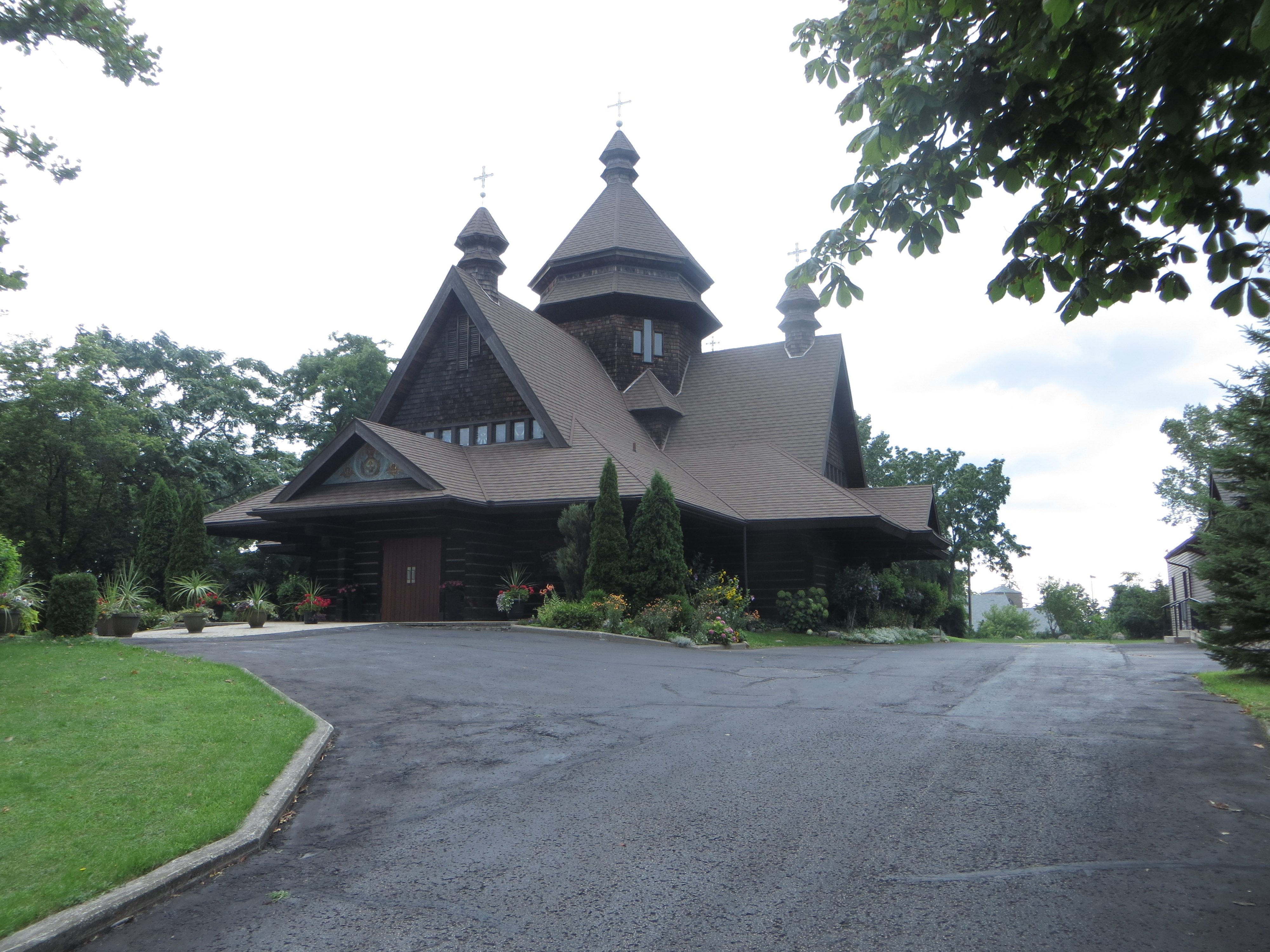
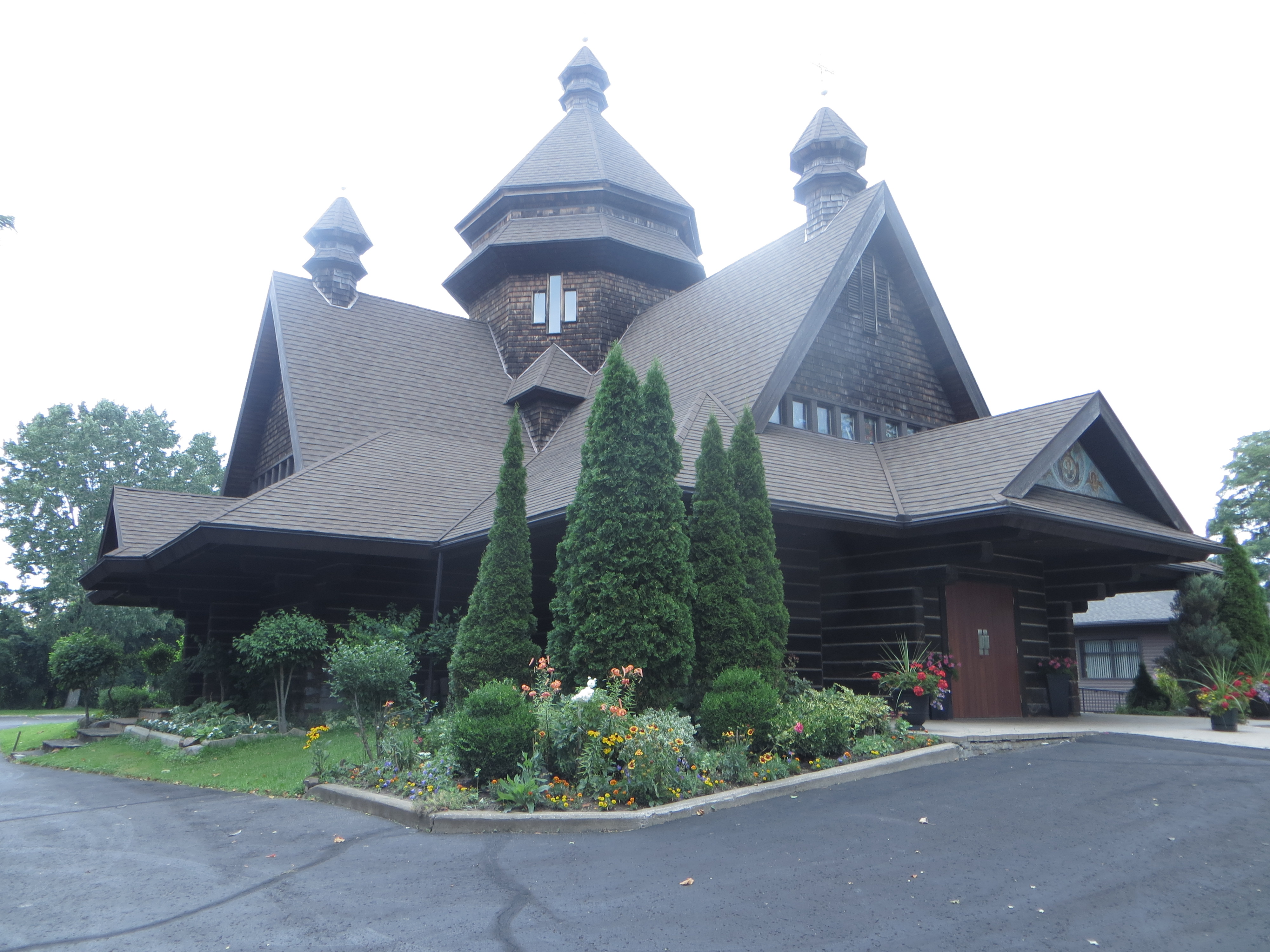

Церква Різдва Пресвятої Богородиці (англ. Nativity of the Holy Mother of God Ukrainian Catholic Church) — українська греко-католицька церква у місті Ніагара-Фоллс, Канада.

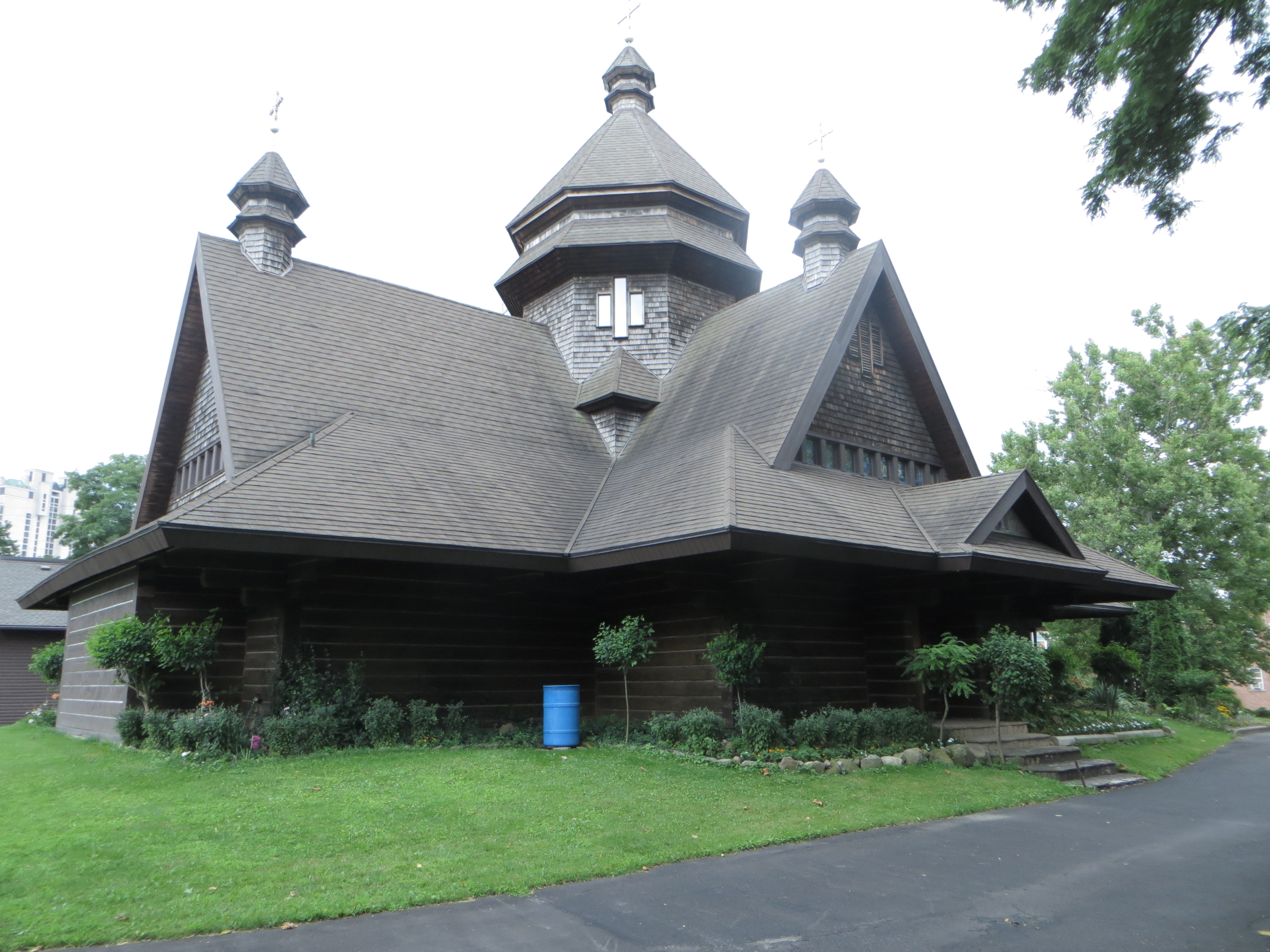
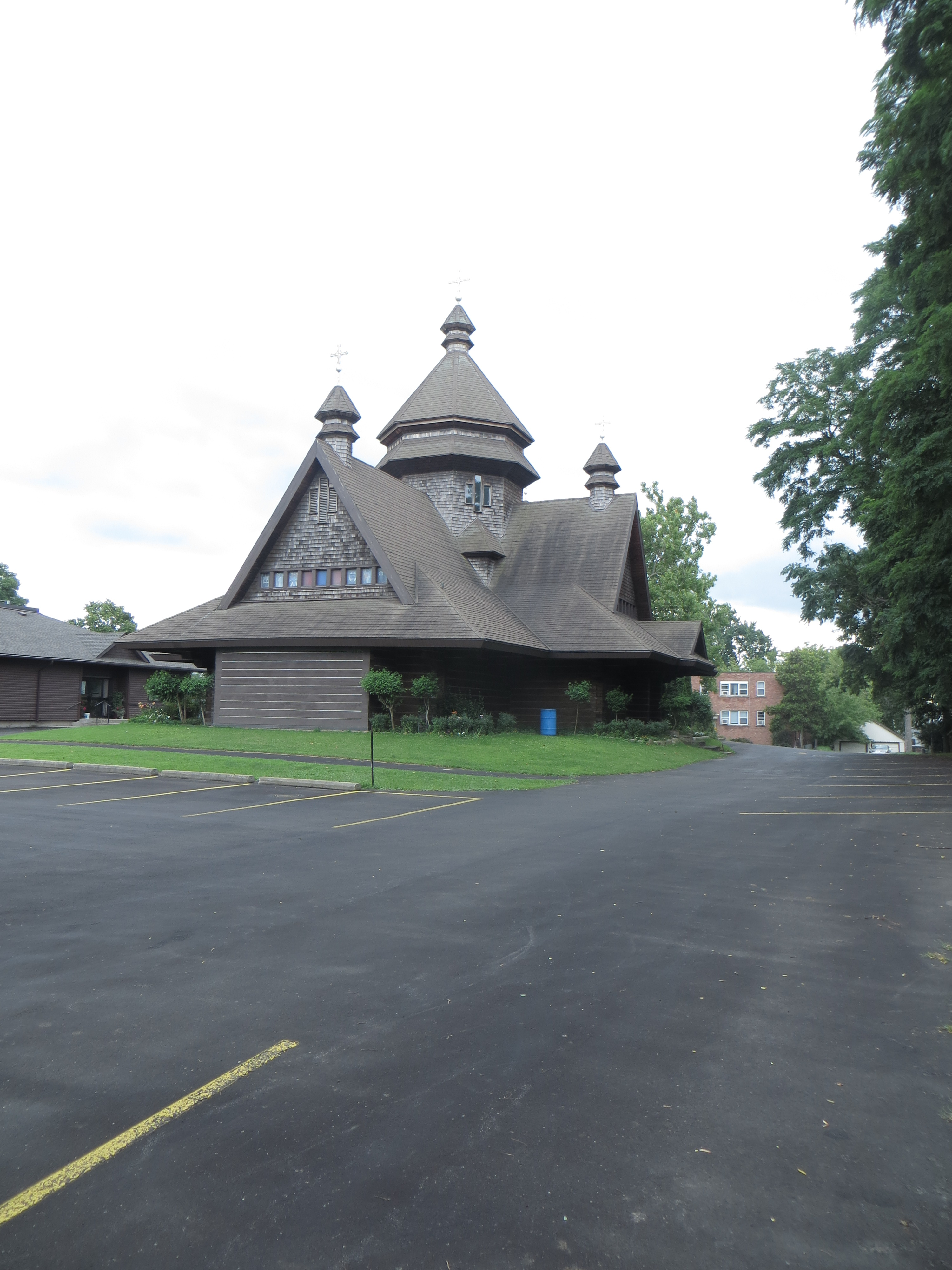
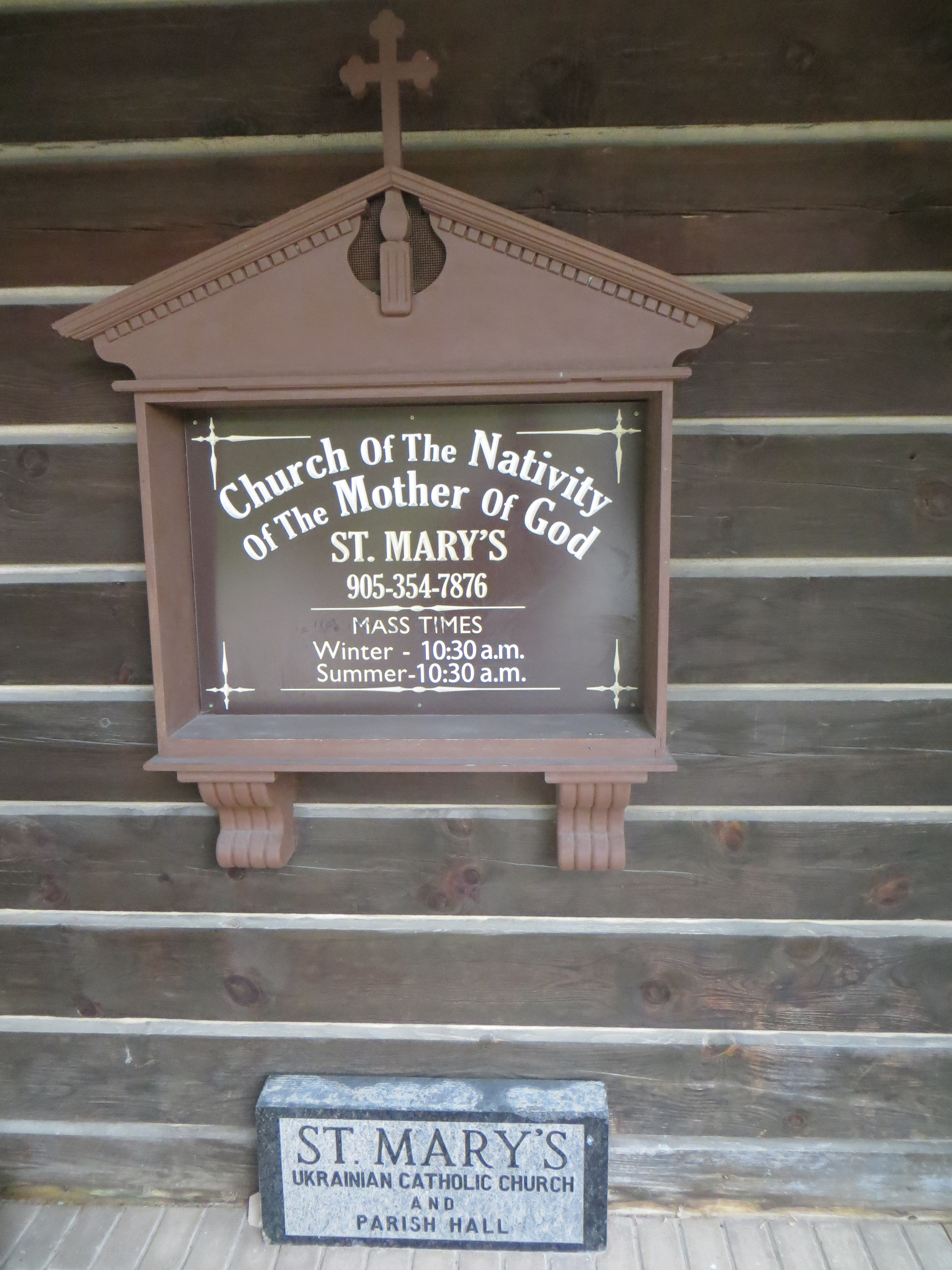
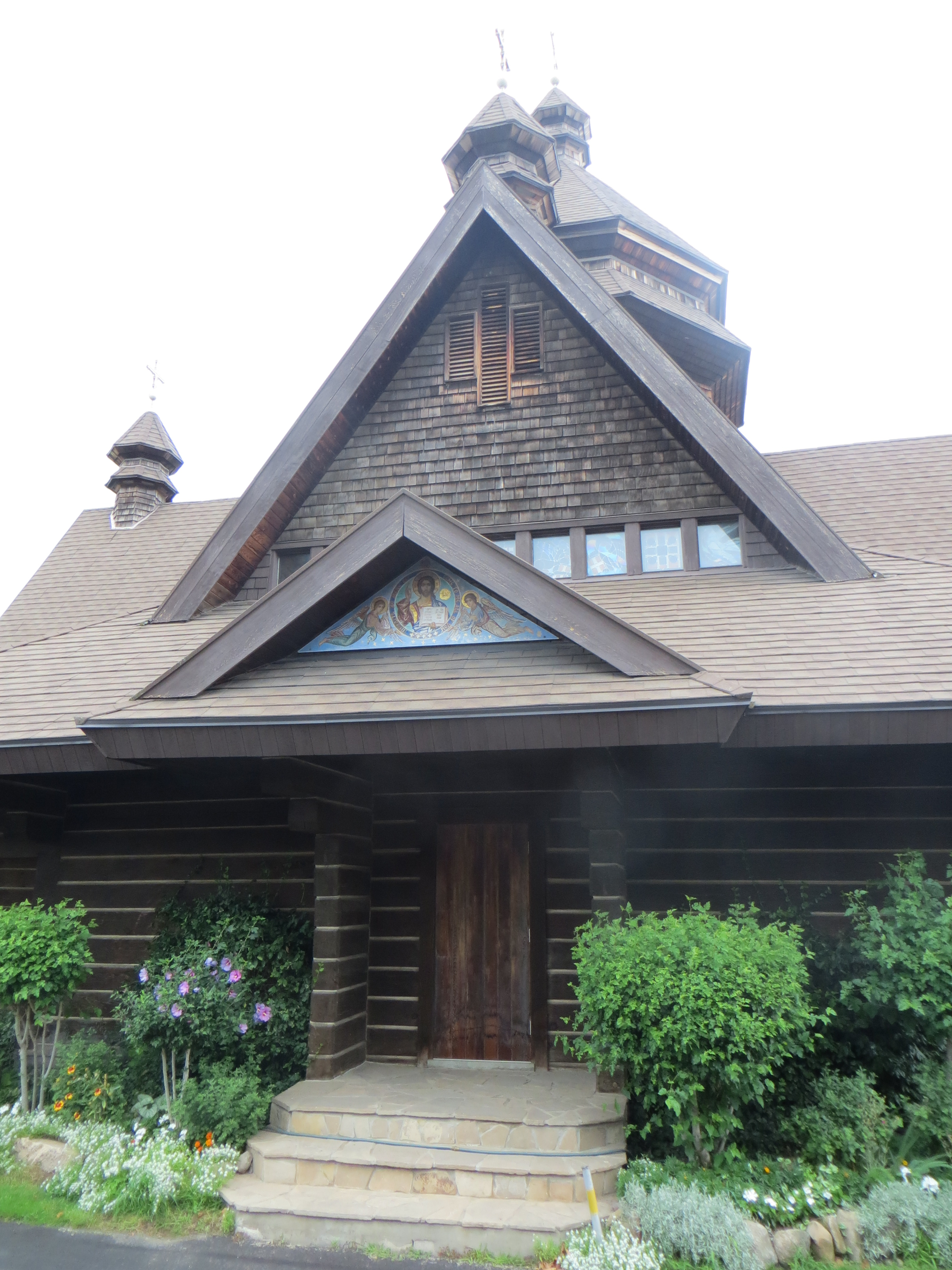

## Історія

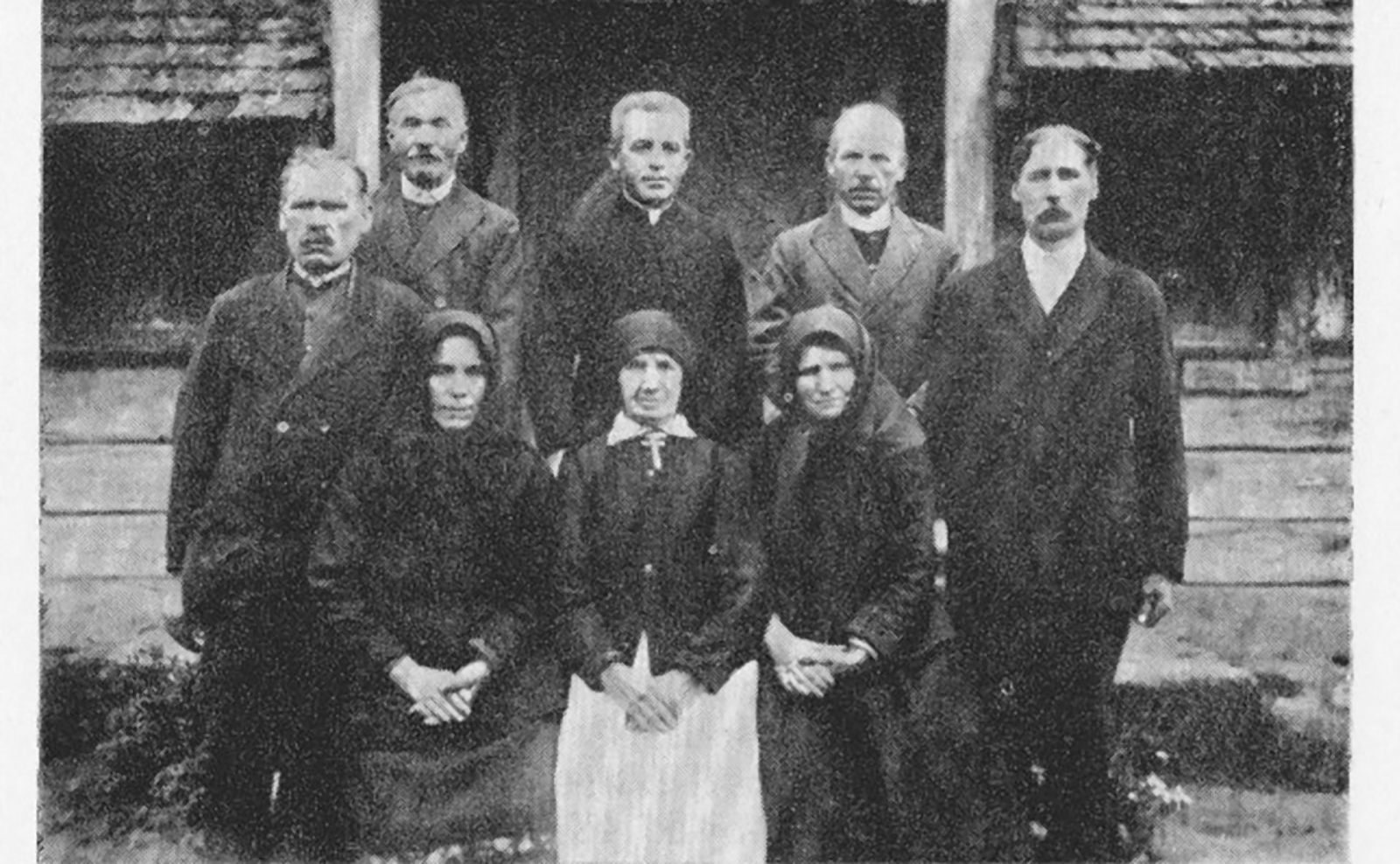
Братство церкви Покрови Пресвятої Богородиці у с. Підгайчики (у центрі о. Григорій Бойко)

Українська греко-католицька парафія Різдва Пресвятої Богородиці у Ніагара Фоллс заснована у 1951 році. Першим парохом був о.Григорій Бойко - емігрант з України, який до того був парохом церкви Покрови Пресвятої Богородиці у селі Підгайчики (зараз Золочівський район, Львівська область). 
Церкву Різдва Пресвятої Богородиці побудовано у 1988 році.